# Hans Müller-Deck
Hans Müller-Deck (* 23. Oktober 1936 in Lauscha; † 24. März 2021 in Röcken) war ein deutscher Judoprofessor (Sensei), der als Leistungssportler, Trainer, Funktionär und Sportwissenschaftler hervorgetreten ist.

## Leben
Von 1954 bis 1958 studierte Hans Müller-Deck an der Deutschen Hochschule für Körperkultur (DHfK) in Leipzig. Seine Studienrichtung war Diplom-Sportlehrer mit dem Spezialfach Judo; seine Lehrer waren Horst Wolf und Siegmund Haunschild. 1957 legte er vor dem Dan-Kollegium der DDR die Prüfung zum 1. Dan ab.
Danach arbeitete Müller-Deck als Diplom-Sportlehrer und Judo-Trainer an der DHfK in Leipzig. Außerdem übernahm er in den 1960er Jahren im Deutschen Judo-Verband (DJV) die Funktion des Nachwuchstrainers und wurde Mitglied der Dan-Prüfungskommission im DJV. Zusammen mit seinen Kollegen Gerhard Lehmann, Manfred Michelmann und Wolfgang Schneider erarbeitete er die Grundlagen zur Nage-no-Kata und zur Katame-no-Kata. Diese gab er im Auftrag des DJV 1966 als Lehr- und Prüfungsstoff für Dan-Prüfungen in der Danbroschüre heraus. Außerdem erstellte Müller-Deck als DJV-Nachwuchstrainer mit Gerhard Lehmann und Willi Lorbeer († 2011) das ab 1969 verbindliche Ausbildungsprogramm im Deutschen Judo-Verband der DDR.
Als Sportwissenschaftler an der DHfK promovierte Hans Müller-Deck 1972 zum Dr. paed. und habilitierte 1983 mit dem Thema: Trainingsprinzipien zur Entwicklung technisch-taktischer Kampfhandlungen im Judo – ein Beitrag zur Theorie und Methodik der technisch-taktischen Ausbildung in Zweikampfsportarten. Nach der Habilitation wurde er zum Hochschuldozenten für Theorie und Methodik des Trainings im Kampfsport am Forschungsinstitut für Kampfsport in Leipzig berufen. Dort leitete er die Forschungsgruppe Judo und war Stellvertretender Direktor für Forschungsorganisation. Darüber hinaus war Müller-Deck Leiter des Wissenschaftlichen Zentrums und Vizepräsident Leistungssport des DJV. Wie die meisten führenden Sportwissenschaftler der DHfK wurde er 1990 in die Arbeitslosigkeit entlassen. Trotz seiner internationalen Reputation als Judoexperte unterlag er in den 1990er Jahren seitens des Deutschen Judo-Bundes (DJB) einer unverständlichen Ignoranz, die bis zur Jahrhundertwende nur allmählich überwunden wurde. Ab 1991 nahm er das Amt des Sportkoordinators im Österreichischen Judoverband (ÖJV) wahr und verabschiedete sich dort 2000 in den Ruhestand.
Hans Müller-Deck ist Autor von zahlreichen sportwissenschaftlichen Publikationen sowie von Lehrbüchern und Übersetzungen aus dem Englischen, Russischen und Japanischen. Für seine sportpraktische und -wissenschaftliche Tätigkeit wurde ihm zuerst vom ÖJV, später im Jahr 2000 auch vom DJB der 9. Dan verliehen.

## Wettkampf-Erfolge
Bei den Europameisterschaften der Studenten 1958 in Frankreich gewann Hans Müller-Deck die Silbermedaille im Mittelgewicht. Als Judoka des SC DHfK Leipzig erreichte er bei der DDR-Einzelmeisterschaft 1960 den Finalkampf im Halbschwergewicht gegen Hans Roth vom SC Dynamo Berlin und wurde DDR-Meister. Müller-Deck gehörte zudem zur Nationalauswahl des DJV bei den Judo-Europameisterschaften 1960 in Amsterdam.

## Publikationen (Auswahl)
- Nage-No-Kata und Katame-No-Kata: Dan-Broschüre des Deutschen Judo-Verbands der DDR. Mit einem Anhang der Voraussetzungen für die Zulassung zur Prüfung und den Prüfungsanforderungen für den 1. und 2. Dan. Deutscher Judo-Verband der DDR, Leipzig, 1966, 3. Auflage 1984, DNB 210075236.
- mit Gerhard Lehmann, Willi Lorbeer: Ausbildungsprogramm im Deutschen Judo-Verband der DDR.  Deutscher Judo-Verband der DDR, Berlin, 1969, DNB 574588019.
- mit Gerhard Lehmann: Schülersport Judo. Sportverlag Berlin, 1976, DNB 770058876.
- mit Gerhard Lehmann u. a.: Judo – Ein Lehrbuch für Trainer, Übungsleiter und Aktive. Sportverlag Berlin, 1987, ISBN 3-328-00147-6.
- mit František Šebej: Goju-ryu-Karate für Einsteiger. Sportverlag Berlin, 1990, ISBN 978-3-328-00388-5.
- mit Manfred Michelmann: Große Judo-Bodenkampfschule: 82 Angriffstechniken, 62 Befreiungstechniken. Ullstein Frankfurt/Main und Berlin, 1994, ISBN 3-548-27635-0.
- als Hrsg.: Abriss einer speziellen Trainingslehre der Sportart Judo. BAfL, Wien, 1999.
- Der Weg zum Top-Judoka. Bearbeitet von Erich Ivinger. Egoth, Wien, 2007, ISBN 3-902480-19-X.